# Itame aniusaria
Itame aniusaria là một loài bướm đêm trong họ Geometridae.